# Chłaniów
Chłaniów – wieś w Polsce położona w województwie lubelskim, w powiecie krasnostawskim, w gminie Żółkiewka.
W latach 1954–1972 wieś należała i była siedzibą władz gromady Chłaniów. W latach 1975–1998 miejscowość administracyjnie należała do województwa zamojskiego.
Wieś stanowi sołectwo gminy Żółkiewka. Według Narodowego Spisu Powszechnego (III 2011 r.) wieś liczyła  mieszkańców. 
23 lipca 1944 r. w odwecie za zabicie oficera SS wieś wraz z sąsiednim Władysławinem została spalona przez Ukraiński Legion Samoobrony. W sumie w obu miejscach zginęły 44 osoby.
W 1946 odznaczona Orderem Krzyża Grunwaldu III klasy.

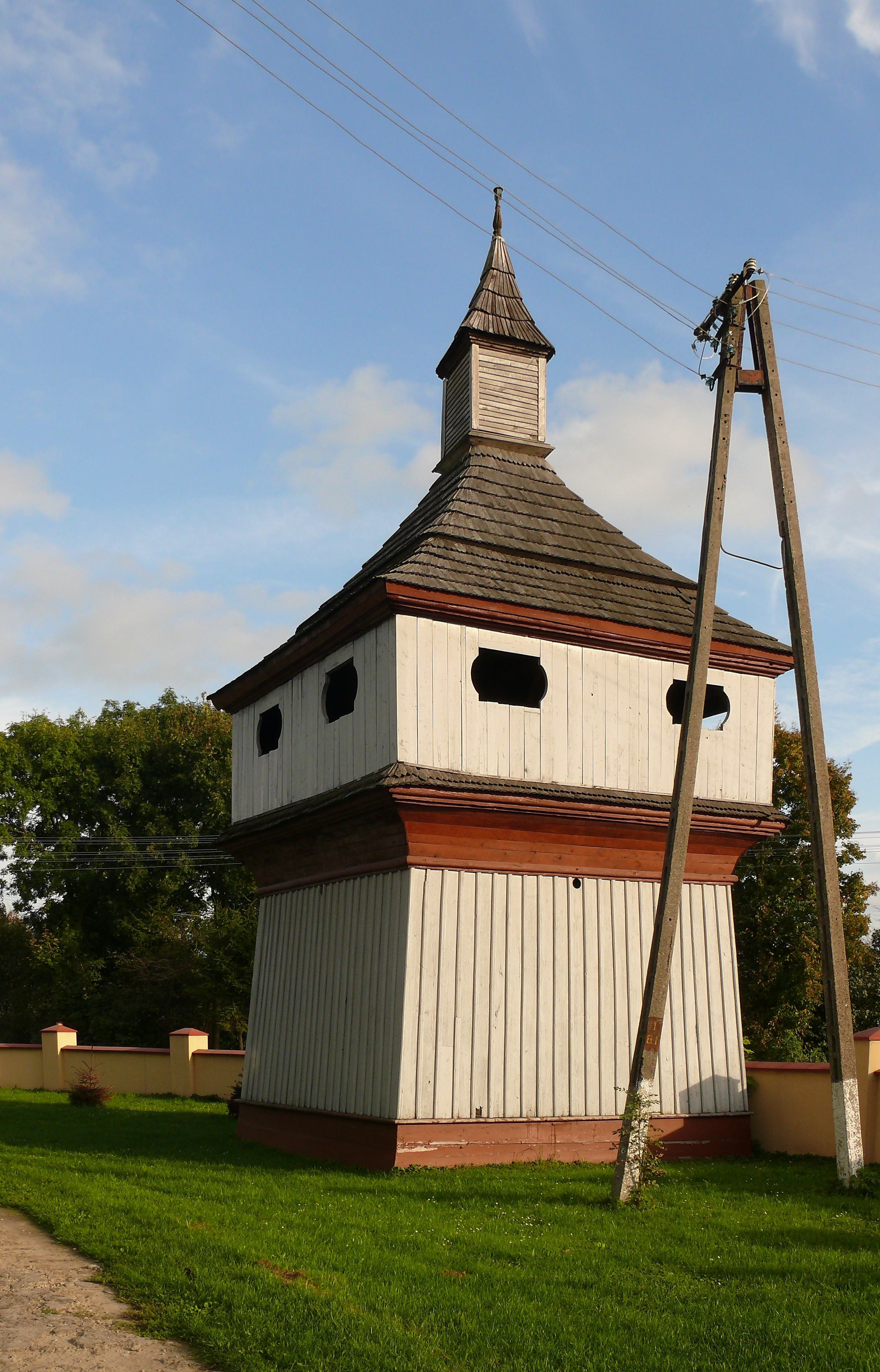
Dzwonnica kościoła parafialnego
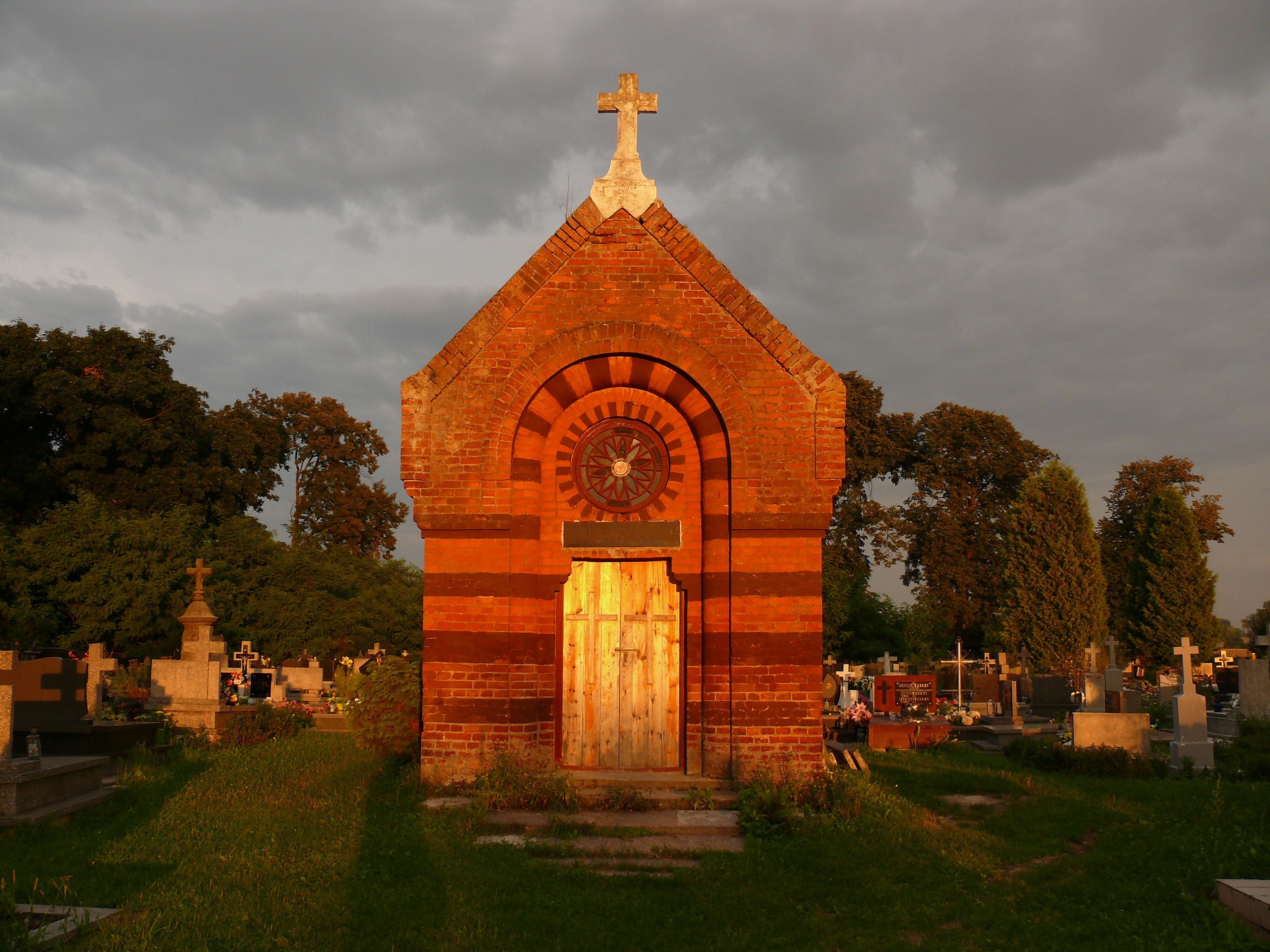
Grobowiec rodziny Mogilnickich